# Солонович, Алексей Александрович
Алексей Александрович Солонович (23 октября 1887, Казимерж, Люблинская губерния — 4 марта 1937, Новосибирск) — русский математик, поэт, философ, идеолог мистического анархизма.

## Биография
Родился в семье полковника артиллерии, потомственного дворянина. В юности жил в городе Карачев Орловской губернии, учился в Орловском кадетском корпусе.
Затем поступил в Московский университет на физико-математический факультет. В 1905 году был поставлен на учет за революционную агитацию. В феврале 1911 в связи со студенческими беспорядками его исключили из числа студентов и запретили жить в Москве. Некоторое время Солонович был послушником Святогорского монастыря. Через год по ходатайству жены его вновь приняли в университет. 
В 1914 году, после окончания учёбы, Солонович был оставлен при университете на кафедре чистой математики. Тогда же его обвинили в оскорблении религии и нравственности в связи с его книгой «Скитания духа»  (произведение мистико-символического содержания с эротическим оттенком), которую выпустило издательство «Сфинкс». Но суд оправдал Солоновича.
В дальнейшем Солонович преподавал математику и механику в гимназиях Москвы, а позже — в МВТУ им. Баумана и других высших учебных заведениях Москвы.
Февральскую и Октябрьскую революции 1917 года Солонович встретил восторженно и активно участвовал в анархистском движении, был одним из основателей Всероссийской федерации анархистов-коммунистов, членом её секретариата. Работал заведующим культурно-просветительским отделом, комиссаром просвещения Виндавской железной дороги. Однако уже с конца 1918 года он неоднократно арестовывался ВЧК.  
В 1920-е годы Солонович и его жена Агния Анисимовна активно участвовали в работе Кропоткинского комитета, «Чёрного анархического креста», а также создали ряд анархо-мистических оккультных кружков масонского типа, в частности, «Орден света». 
В 1925 году Солонович был арестован и за подпольную анархистскую деятельность постановлением Особого совещания при Коллегии ОГПУ приговорён к трём годам политизолятора. 
Был освобождён досрочно, после смерти Аполлона Карелина вновь руководил рядом анархо-мистических кружков. Его лекции в Кропоткинском музее, где он возглавлял секцию анархистов, пользовались большим успехом. 
В ночь с 11 на 12 сентябре 1930 года Солоновича вновь арестовали вместе с его сыном Сергеем. Его обвинили в антисоветской пропаганде, в частности, в связи с изъятой у него рукописью «Бакунин и культ Иалдабаофа». В ней, среди прочего, утверждалось что «большевики являются не более не менее как акционерным обществом жрецов капитала, облеченного в порфиру государственной власти и, как все конкистадоры, увешаны оружием, хвастовством и неизбывным лганьем перед массами... Наша эпоха есть эпоха апофеоза Государства, Капитала и Эксплуатации, когда Москва царей через императорский Петербург, «Третий Рим», подготовила Москву III Интернационала, которая, как паук, раскинула сети над рабочими и крестьянством, чтобы сосать их для себя во имя Маркса. Вот почему вокруг нас отмирает жизнь и глохнут даже те жалкие ростки культуры, которые все же пробивались сквозь ужас частнокапиталистической эксплуатации...». 13 января 1931 года постановлением Коллегии ОГПУ от Солонович был приговорен к пяти годам заключения и отправлен в Ярославский политизолятор.
Затем по решению Коллегии ОГПУ от 10 июня 1933 года он был досрочно освобожден из Верхнеуральского политизолятора и был сослан на оставшийся срок в село Каргасок Нарымского округа Западно-Сибирского края. 
21 января 1937 года Солонович был вновь арестован в Каргасоке по обвинению в контрреволюционной агитации и участии в контрреволюционной организации. Он отказался давать показания и объявил голодовку. 4 марта 1937 он умер «при явлениях нарастающей слабости сердечной деятельности» в тюремной больнице в Новосибирске.
Жена Солоновича Агния также была арестована и расстреляна 29 июля 1937 года в Москве. Его сын Сергей (1907 года рождения) умер в лагере.
По делу «Ордена Света» Солонович был реабилитирован в 1975 году, по делу 1937 года был реабилитирован в 1992 году.